# Felipe Hernández (Fußballspieler, 1988)
Felipe Antonio Hernández Sanhueza (* 10. Mai 1988 in Curicó) ist ein ehemaliger chilenischer Fußballspieler. Der Außenverteidiger wurde mit dem CSD Colo-Colo chilenischer Meister.

## Karriere
Felipe Hernández durchlief die Jugendmannschaften beim CSD Colo-Colo und kam in der Clausura 2006 zu seinem einzigen Einsatz in der Profimannschaft. In dieser Saison gewann er mit den Albos die Meisterschaft. Der Abwehrspieler war überwiegend Teil der B-Mannschaft in der Tercera División. 2009 wechselte Hernández zu Deportes Puerto Montt. Nach Stationen 2010 bei den Rangers de Talca und 2011 beim CD Magallanes kam er 2012 in seine Geburtsstadt zu Curicó Unido, wo er seine Karriere beendete.

## Erfolge
Colo-Colo
- Chilenischer Meister: 2006-C